# Globo d’oro/Beste Regie
Globo d’oro: Beste Regie (Globo d’oro miglior regista)
Dieser Filmpreis wird seit 2001 vergeben. Ferzan Özpetek ist mit vier Auszeichnungen Rekordhalter.
| Jahr | Preisträger           | Film                                                |
| ---- | --------------------- | --------------------------------------------------- |
| 2001 | Ferzan Özpetek        | Die Ahnungslosen (Le fate ignoranti)                |
| 2002 | Renzo Martinelli      | Vajont – La diga del disonore                       |
| 2003 | Gabriele Salvatores   | Ich habe keine Angst Io non ho paura                |
| 2004 | Marco Tullio Giordana | Die besten Jahre La meglio gioventù                 |
| 2005 | Ferzan Özpetek        | Das Zimmer (Cuore sacro)                            |
| 2006 | Pupi Avati            | La seconda notte di nozze                           |
| 2007 | Ferzan Özpetek        | Saturno Contro – In Ewigkeit Liebe (Saturno contro) |
| 2008 | Paolo Franchi         | Nessuna qualità agli eroi                           |
| 2009 | Marco Risi            | Fortapàsc                                           |
| 2010 | Giuseppe Tornatore    | Baarìa Baarìa – La porta del vento                  |
| 2011 | Emidio Greco          | Notizie degli scavi                                 |
| 2012 | Ferzan Özpetek        | Magnifica presenza                                  |
| 2013 | Daniele Ciprì         | È stato il figlio                                   |